# Daniel Kipchirchir Komen
Daniel Kipchirchir Komen, född den 27 november 1984, är en kenyansk friidrottare som huvudsakligen tävlar på 1 500 meter. 
Kipchirchir Komens främsta framgångar har kommit vid galatävlingar och hans personliga rekord från Rom 2006 tillhör de bästa genom tiderna och är på 3.29,02. 
Vid mästerskapssammanhang var hans första start VM 2005 i Helsingfors där han blev utslagen i kvalet. Hans första medalj i ett mästerskap är från inomhus-VM i Moskva där han slutade tvåa efter Ukrainas Ivan Hesjko. Han deltog även vid VM i Osaka 2007 där han åter blev utslagen i kvalet. Bättre gick det vid IAAF World Athletics Final 2007 i Stuttgart där han vann loppet. Han blev återigen tvåa vid inomhus-VM 2008 i Moskva. Denna gång var det Etiopiens Deresse Mekonnen som slog honom.